# ウェイヴレンクス
『ウェイヴレンクス』（Wavelength）は、北アイルランドのミュージシャン、ヴァン・モリソンが1978年に発表した10作目のスタジオ・アルバム。

## 背景
元ザ・バンドのガース・ハドソンと、元キャメルのピーター・バーデンスがキーボードを担当した。なお、バーデンスはキャメル結成前の1960年代中期、モリソンの所属バンドであったゼムに短期間在籍していたこともある。一部の曲でベースを弾いた「クマ」は、イギリスを拠点に活動していた日本人ミュージシャン、クマ原田のことである。
「魂の呼び声」はアメリカの放送局ボイス・オブ・アメリカについて言及した歌で、モリソンは当初、ボイス・オブ・アメリカの実際の放送をテープに録音してイントロに使おうとしたが、うまくいかなかったという。

## 反響・評価
アメリカのBillboard 200では28位に達し、『苦闘のハイウェイ』（1973年）以来の全米トップ40アルバムとなった。シングル「魂の呼び声」はBillboard Hot 100で42位を記録するが、以後モリソンは、アメリカにおいてシングル・ヒットに恵まれなくなっていく。
ニュージーランドでは1978年10月22日付のアルバム・チャートで初登場9位となり、合計8週トップ40入りした。全英アルバムチャートでは27位に達し、自身5作目の全英トップ40アルバムとなった。
Stephen Thomas Erlewineはオールミュージックにおいて5点満点中4点を付け「穏やかにスウィングするミッド・テンポの曲と、流麗で心のこもったバラードで良い気分になれる、魅惑的にリラックスした雰囲気が、このレコードの主な魅力である」と評している。

## 収録曲
特記なき楽曲はヴァン・モリソン作。
1. 熱狂のキングダム・ホール - "Kingdom Hall" – 6:01
2. チェッキン・イット・アウト - "Checkin' It Out" – 3:31
3. ナタリア - "Natalia" – 4:06
4. ベニス U.S. A. - "Venice U.S.A." – 6:36
5. 俺達の生き様は - "Lifetimes" – 4:16
6. 魂の呼び声 - "Wavelength" – 5:48
7. サンタフェ/魅せられし故郷 - "Santa Fe / Beautiful Obsession" (Van Morrison, Jackie DeShannon) – 7:10
8. 愛の乾き - "Hungry for Your Love" – 3:44
9. 全てはもとどおり - "Take It Where You Find It" – 8:41

### 2008年リマスターCDボーナス・トラック
いずれも1978年11月26日のロキシー・シアターにおけるライヴ録音である。
1. 熱狂のキングダム・ホール（ライヴ） - "Kingdom Hall"
2. 魂の呼び声（ライヴ） - "Wavelength"

## 他メディアでの使用例
「愛の乾き」は、1982年公開の映画『愛と青春の旅だち』のサウンドトラックで使用された。

## 参加ミュージシャン
- ヴァン・モリソン - ボーカル、アコースティック・ギター、アルト・サクソフォーン、エレクトリックピアノ
- ピーター・バーデンス - ピアノ、キーボード、シンセサイザー、ハモンドオルガン
- ガース・ハドソン - シンセサイザー・ソロ(on #1)、アコーディオン(on #4)、ハモンドオルガン(on #9)
- ボビー・テンチ（英語版） - ギター、バッキング・ボーカル
- ハービー・アームストロング - リズムギター(on #2, #4, #8)
- ミッチ・ダルトン - スパニッシュ・ギター(on #9)
- ミッキー・フィート - ベース(on #1, #2, #3, #4, #5, #6, #8)
- クマ - ベース(on #7, #9)
- ピーター・ヴァン・フック - ドラムス
- ジンジャー・ブレイク - バッキング・ボーカル(on #1, #3, #5, #6, #9)
- リンダ・ディラード - バッキング・ボーカル(on #1, #3, #5, #6, #9)
- ローラ・クリーマー - バッキング・ボーカル(on #1, #3, #5, #6, #9)